# Dennis Franz
Dennis Franz Schlachta (Maywood, Illinois, 1944. október 28. –) Golden Globe-, valamint négyszeres Primetime Emmy-díjas amerikai színész.

## Élete

### Színészi pályája
Legismertebb alakításait televíziós sorozatokban nyújtotta. Az ABC televíziós csatorna New York rendőrei című sorozatában 1994 és 2005 között Andy Sipowicz nyomozót játszotta. A szerepért egyéb díjak és jelölések mellett egy Golden Globe-díjat, három Screen Actors Guild-díjat és négy Primetime Emmy-díjat kapott. Az NBC hasonló témájú sorozatában, a Zsarubluesban Norman Buntz hadnagyként tűnt fel az 1980-as évek közepén. Az évtized végén, a sorozat Beverly Hills Buntz című, rövid életű spin-offjában szintén szerepet vállalt. 1994-ben szinkronszínészként cameoszerepben tűnt fel A Simpson család egyik epizódjában.
A televíziózás mellett filmekben is látható volt, az 1970-es és 1980-as években Brian De Palma öt (Őrjöngés, Gyilkossághoz öltözve, Halál a hídon, A sebhelyesarcú, Alibi test) míg Robert Altman rendező három (Esküvő, A Perfect Couple, Popeye), filmjében is játszott. További, fontosabb filmjei közé tartozik a Még drágább az életed (1990), valamint utolsó filmje, az 1998-as Angyalok városa.
2005-ben visszavonult, hogy a magánéletére fókuszálhasson, azóta nem vállalt szerepléseket.

### Magánélete
1995-ben vette feleségül Joanie Zecket, akivel 1982-ben ismerkedtek meg. Franz a mostohaapja Zeck korábbi házasságából származó két lányának, Triciának és Kristának.

## Filmográfia

### Film
| Év   | Magyar cím            | Eredeti cím                                | Szerep                           | Magyar hang     |
| ---- | --------------------- | ------------------------------------------ | -------------------------------- | --------------- |
| 1965 | Mickey, az ász        | Mickey One                                 | statiszta                        |                 |
| 1978 | Emlékezz a nevemre    | Remember My Name                           | Franks                           |                 |
| 1978 | Őrjöngés              | The Fury                                   | Bob Eggleston                    | Zágoni Zsolt    |
| 1978 | Esküvő                | A Wedding                                  | Koons                            |                 |
| 1978 |                       | Stony Island                               | Jerry Domino                     |                 |
| 1979 |                       | A Perfect Couple                           | Costa                            |                 |
| 1980 | Gyilkossághoz öltözve | Dressed to Kill                            | Marino nyomozó                   | Harsányi Gábor  |
| 1980 | Gyilkossághoz öltözve | Dressed to Kill                            | Marino nyomozó                   | Maros Gábor     |
| 1980 | Popeye                | Popeye                                     | Spike                            |                 |
| 1981 | Halál a hídon         | Blow Out                                   | Manny Karp                       | Vass Gábor      |
| 1981 | Halál a hídon         | Blow Out                                   | Manny Karp                       | Bolla Róbert    |
| 1983 | Psycho 2.             | Psycho II                                  | Warren Toomey                    | Várkonyi András |
| 1983 | A sebhelyesarcú       | Scarface                                   | bevándorlási hivatalnok (hangja) |                 |
| 1984 | Alibi test            | Body Double                                | Rubin                            | Sztarenki Pál   |
| 1984 | Alibi test            | Body Double                                | Rubin                            | Bácskai János   |
| 1985 | Szökevényvonat        | Runaway Train                              | rendőr                           |                 |
| 1986 | Szép kis kalamajka    | A Fine Mess                                | Phil                             | Csuja Imre      |
| 1989 | Kereszttűzben         | The Package                                | Milan Delich hadnagy             | Tarján Péter    |
| 1989 | Kereszttűzben         | The Package                                | Milan Delich hadnagy             | Harsányi Gábor  |
| 1990 | Még drágább az életed | Die Hard 2                                 | Carmine Lorenzo százados         | Balázs Péter    |
| 1991 |                       | The Sid Story (rövidfilm)                  | Sid                              |                 |
| 1992 | A játékos             | The Player                                 | önmaga                           |                 |
| 1996 | Amerikai bölény       | American Buffalo                           | Don Dubrow                       |                 |
| 1997 |                       | Mighty Ducks the Movie: The First Face-Off | Klegghorn százados (hangja)      |                 |
| 1998 | Angyalok városa       | City of Angels                             | Nathaniel Messinger              | Ujlaki Dénes    |

### Televízió
| Év        | Magyar cím                        | Eredeti cím                              | Szerep                                       | Megjegyzések                                  |
| --------- | --------------------------------- | ---------------------------------------- | -------------------------------------------- | --------------------------------------------- |
| 1979      |                                   | Bleacher Bums                            | Zig                                          | tévéfilm                                      |
| 1980      |                                   | Chicago Story                            | Joe Gilland rendőr                           | tévéfilm                                      |
| 1982      |                                   | Chicago Story                            | Joe Gilland rendőr                           | 13 epizód                                     |
| 1983      |                                   | Bay City Blues                           | Angelo Carbone                               | 8 epizód                                      |
| 1983–1987 | Zsarublues                        | Hill Street Blues                        | Sal Benedetto nyomozó / Norman Buntz hadnagy | 49 epizód                                     |
| 1984–1985 |                                   | Hardcastle & McCormick                   | Tony Boutros / Joe Hayes                     | 2 epizód                                      |
| 1984      |                                   | Riptide                                  | Earl Bertrane                                | 1 epizód                                      |
| 1984      |                                   | E/R                                      | The Boyfriend                                | 1 epizód                                      |
| 1984      | T. J. Hooker                      | T.J. Hooker                              | Andros Margolis                              | 1 epizód                                      |
| 1984-1985 | A szupercsapat                    | The A-Team                               | Sam Friendly / Brooks                        | 2 epizód                                      |
| 1985      |                                   | Simon & Simon                            | Frank Mahoney                                | 1 epizód                                      |
| 1985      |                                   | MacGruder and Loud                       | Roche                                        | 1 epizód                                      |
| 1985      |                                   | Hunter                                   | Jackie Molinas őrmester                      | 2 epizód                                      |
| 1985      |                                   | Street Hawk                              | Frank Menlo felügyelő                        | 1 epizód                                      |
| 1985      |                                   | Scene of the Crime                       | Pat Grandy                                   | 1 epizód                                      |
| 1985      |                                   | Deadly Messages                          | Max Lucas nyomozó                            | tévéfilm                                      |
| 1987      |                                   | Tales from the Hollywood Hills           | Louie                                        | tévéfilm                                      |
| 1987–1988 |                                   | Beverly Hills Buntz                      | Norman Buntz                                 | 13 epizód                                     |
| 1989      | Telitalálat                       | Kiss Shot                                | Max Fleischer                                | - tévéfilm - magyar hangja: - Konrád Antal    |
| 1989      |                                   | Matlock                                  | Jack Brennert                                | 2 epizód                                      |
| 1989      |                                   | Christine Cromwell                       | Grainger nyomozó                             | 1 epizód                                      |
| 1990      |                                   | Nasty Boys                               | Stan Krieger hadnagy                         | 12 epizód                                     |
| 1990      | Drogháború Las Vegasban 2.        | Nasty Boys, Part 2: Lone Justice         | Stan Krieger hadnagy                         | - tévéfilm - magyar hangja: - Hollósi Frigyes |
| 1991      |                                   | NYPD Mounted                             | Tony Spampatta                               | eladatlan próbaepizód                         |
| 1991      |                                   | Civil Wars                               | Murray Seidelman                             | 1 epizód                                      |
| 1992      | Szolgálatban: Ostromzár Marionnál | In the Line of Duty: Siege at Marion     | Bob Bryant                                   | tévéfilm                                      |
| 1993–2005 | New York rendőrei                 | NYPD Blue                                | Andy Sipowicz nyomozó                        | 261 epizód                                    |
| 1994      | A Simpson család                  | The Simpsons                             | önmaga (hangja)                              | 1 epizód                                      |
| 1994      | A korrupció hálójában             | Moment of Truth: Caught in the Crossfire | Gus Payne                                    | tévéfilm                                      |
| 1995      | Texasi igazság                    | Texas Justice                            | Richard Haynes                               | - tévéfilm - magyar hangja: - Csuja Imre      |
| 1996      |                                   | Healing the Hate                         | házigazda                                    | tévéfilm                                      |
| 1996–1997 |                                   | Mighty Ducks                             | Klegghorn kapitány (hangja)                  | 17 epizód                                     |
| 1998      | Szezám utca                       | Sesame Street                            | önmaga                                       | 1 epizód                                      |

## Fordítás
- Ez a szócikk részben vagy egészben  a   Dennis Franz című angol Wikipédia-szócikk ezen változatának fordításán alapul.  Az eredeti cikk szerkesztőit annak laptörténete sorolja fel. Ez a jelzés csupán a megfogalmazás eredetét és a szerzői jogokat jelzi, nem szolgál a cikkben szereplő információk forrásmegjelöléseként.